# Naoaki Aoyama
Naoaki Aoyama (青山 直晃 Aoyama Naoaki?), född 18 juli 1986 i Aichi prefektur, är en japansk fotbollsspelare.
Aoyama började sin karriär 2005 i Shimizu S-Pulse. Han spelade 121 ligamatcher för klubben. Efter Shimizu S-Pulse spelade han för Yokohama F. Marinos, Ventforet Kofu, Muangthong United FC, Gamba Osaka och Kagoshima United FC.